# Fazenda Citra
A Fazenda Citra é uma fazenda histórica brasileira localizada no município brasileiro de Limeira. É reconhecida internacionalmente pela produção e comercialização de milhares de espécies, entre plantas, frutíferas e ornamentais.

## História
A fundação da Fazenda Citra remonta o ano de 1890, com o desembarque do jardineiro alemão João Dierberger, na cidade do Rio de Janeiro, a qual chegava como imigrante. Nos anos seguintes, Dierberger começou a se dedicar ao empreendedorismo na área de jardinagem, hortaliças e chácaras.
Com a penetração dos negócios da família, seus filhos vieram da Alemanha que encontrava-se devastada devido a Primeira Guerra Mundial. Com a família estruturada, João Dierberger Junior adquiriu a Fazenda Citra, localizada em Limeira, interior de São Paulo, no ano de 1923.
Com a compra da fazenda fundou-se a Dierberger Exportadora LTDA, visando a comercialização de sementes exóticas no país. Devido as crises do café na década de 1920, muito ligadas a Grande Depressão nos Estados Unidos, a fazenda teve que se reinventar. Seu principal trunfo produtivo foi a introdução da macadâmia - uma espécie de noz - no Brasil.
Na década de 1940, a Fazenda Citra seguiu sendo pioneira no país ganhando notoriedade no cenário nacional, e introduzindo novas espécies na sua produção como mexerica, limão siciliano, laranja amarga, grapefruit, cidra, mandarina.
Com o avançar da modernização na vida agrícola, nas décadas de 1950 e 1960, a fazenda começou a investir na produção de fragrâncias usando máquinas industriais para isso e tendo a indústria de sabonetes como principal cliente.
Na década de 1970, o grupo da fazenda seguiu ampliando comprando propriedades de terra na Bahia, Minas Gerais e no Paraguai. No início do milênio, em 2000, foi fundada a Dierberger Fragrâncias, ala que cuida de perfumarias da empresa.
No ano de 2020, no contexto da Pandemia de COVID-19 no Brasil, foi lançada o Dierberger Alimentos, pertencente a família que tem a finalidade de vender de maneira direta produtos como bebidas, óleos e nozes de maneira online e direta.

## Turismo
É possível realizar passeios na fazenda, para conhecer os viveiros e plantações das propriedades. Existe a possibilidade de conhecer diversas plantas raras e exóticas, orquídeas, arbustos e degustar alguns frutíferos produzidos na fazenda. É necessário agendar visitas para ter um passeio monitorado pela propriedade.